# Er war ja nur ein Zigeuner
Er war ja nur ein Zigeuner es el primer álbum de estudio de Julio Iglesias en alemán, lanzado al mercado en 1978 bajo el sello Philips, que contiene sus versiones de Soy un Truhan Soy un Señor, Seguiré mi Camino, Goodbye Amore Mio y la canción de Udo Jürgens Buenos Días Argentina.

## Lista de Canciones
1. Er war ja nur ein Zigeuner (Seguiré mi Camino) 3:05
2. Meine Gitarre (Ein Glas roter Wein) 3:01
3. Amigo, die Entscheidung fällt heute nacht 4:08
4. Ich will dich nicht verlieren (Die Strasse nach Fernando) 3:45
5. Tränen, die niemand sieht 4:17
6. Buenos días, Argentina 3:28
7. Nicht jeder Mann ist ein Señor (Soy un Truhan Soy un Señor) 3:08
8. Und der Wind erzählt 3:55
9. Frag nicht nach Maria 4:08
10. Du bist wieder da 3:12
11. Dann komm zu mir 3:00
12. Goodbye, my love (Goodbye Amore Mio) 3:32.